# Leucaspis hoheriae
Leucaspis hoheriae är en insektsart som beskrevs av Brittin 1937. Leucaspis hoheriae ingår i släktet Leucaspis och familjen pansarsköldlöss. Inga underarter finns listade i Catalogue of Life.